# Tamás Szántói-Szabó
Tamás Szántói-Szabó (22 de julio de 2000) es un deportista húngaro que compite en piragüismo en la modalidad de aguas tranquilas.
Ganó una medalla de plata en el Campeonato Mundial de Piragüismo de 2023 y dos medallas de plata en el Campeonato Europeo de Piragüismo de 2024.

## Palmarés internacional
| Campeonato Mundial | Campeonato Mundial   | Campeonato Mundial | Campeonato Mundial |
| Año                | Lugar                | Medalla            | Competición        |
| ------------------ | -------------------- | ------------------ | ------------------ |
| 2023               | Duisburgo (Alemania) | Medalla de plata   | K2 1000 m          |
| Campeonato Europeo |                      |                    |                    |
| Año                | Lugar                | Medalla            | Competición        |
| 2024               | Szeged (Hungría)     | Medalla de plata   | K2 1000 m          |
| 2024               | Szeged (Hungría)     | Medalla de plata   | K4 1000 m          |